# Campeonato Paraibano 1977
In 1977 werd het 67ste Campeonato Paraibano gespeeld voor voetbalclubs uit de Braziliaanse staat Paraíba. De competitie werd georganiseerd door de Federação Paraibana de Futebol en werd gespeeld van 1 mei tot 12 oktober. Er werden twee toernooien georganiseerd, omdat Botafogo beide won was er geen finale nodig.  

## Eerste toernooi

### Eerste fase

#### Groep A
| Plaats | Club                 | Wed. | W | G | V | Saldo | Ptn. |
| ------ | -------------------- | ---- | - | - | - | ----- | ---- |
| 1.     | Botafogo             | 4    | 4 | 0 | 0 | 12:0  | 8    |
| 2.     | Auto Esporte         | 4    | 2 | 1 | 1 | 9:4   | 5    |
| 3.     | Santos               | 4    | 2 | 1 | 1 | 5:5   | 5    |
| 4.     | Santa Cruz           | 4    | 1 | 0 | 3 | 2:13  | 2    |
| 5.     | Nacional de Cabedelo | 4    | 0 | 0 | 4 | 5:11  | 0    |

|  | Geplaatst voor tweede fase |

#### Groep B
| Plaats | Club              | Wed. | W | G | V | Saldo | Ptn. |
| ------ | ----------------- | ---- | - | - | - | ----- | ---- |
| 1.     | Nacional de Patos | 6    | 4 | 1 | 1 | 11:6  | 9    |
| 2.     | Campinense        | 6    | 4 | 0 | 2 | 14:4  | 8    |
| 3.     | Treze             | 6    | 4 | 0 | 2 | 10:4  | 8    |
| 4.     | Atlético          | 6    | 2 | 2 | 2 | 6:6   | 6    |
| 5.     | Borborema         | 6    | 1 | 3 | 2 | 5:8   | 5    |
| 6.     | América           | 6    | 1 | 2 | 3 | 3:9   | 4    |
| 7.     | Esporte           | 6    | 0 | 2 | 4 | 3:15  | 2    |

|  | Geplaatst voor tweede fase |

### Tweede fase
Nacional de Patos trok zich terug.
| Plaats | Club         | Wed. | W | G | V | Saldo | Ptn. |
| ------ | ------------ | ---- | - | - | - | ----- | ---- |
| 1.     | Botafogo     | 8    | 5 | 2 | 1 | 12:6  | 12   |
| 2.     | Campinense   | 8    | 5 | 2 | 1 | 12:7  | 12   |
| 3.     | Treze        | 8    | 3 | 2 | 3 | 6:7   | 8    |
| 4.     | Auto Esporte | 8    | 1 | 3 | 4 | 8:10  | 5    |
| 5.     | Santos       | 8    | 1 | 1 | 6 | 4:12  | 3    |

|  | Finale eerste toernooi |

#### Finale
|                    |          |       |            |  |
| 4 september Finale | Botafogo | 1 – 0 | Campinense |  |
| 4 september Finale |          |       |            |  |

## Tweede toernooi

### Eerste fase

#### Groep A
| Plaats | Club                 | Wed. | W | G | V | Saldo | Ptn. |
| ------ | -------------------- | ---- | - | - | - | ----- | ---- |
| 1.     | Botafogo             | 4    | 4 | 0 | 0 | 13:1  | 8    |
| 2.     | Auto Esporte         | 4    | 3 | 0 | 1 | 8:4   | 6    |
| 3.     | Santos               | 4    | 1 | 1 | 2 | 4:7   | 3    |
| 4.     | Nacional de Cabedelo | 4    | 1 | 0 | 3 | 6:8   | 2    |
| 5.     | Santa Cruz           | 4    | 0 | 1 | 3 | 3:14  | 1    |

|  | Geplaatst voor tweede fase |

#### Groep B
| Plaats | Club       | Wed. | W | G | V | Saldo | Ptn. |
| ------ | ---------- | ---- | - | - | - | ----- | ---- |
| 1.     | Campinense | 3    | 3 | 0 | 0 | 5:1   | 6    |
| 2.     | Treze      | 3    | 2 | 0 | 1 | 11:2  | 4    |
| 3.     | América    | 3    | 1 | 0 | 2 | 1:7   | 2    |
| 4.     | Esporte    | 3    | 0 | 0 | 3 | 0:7   | 0    |

|  | Geplaatst voor tweede fase |

### Tweede fase
| Plaats | Club         | Wed. | W | G | V  | Saldo | Ptn. |
| ------ | ------------ | ---- | - | - | -- | ----- | ---- |
| 1.     | Botafogo     | 10   | 7 | 3 | 0  | 30:2  | 17   |
| 2.     | Campinense   | 10   | 7 | 2 | 1  | 16:5  | 16   |
| 3.     | Treze        | 10   | 6 | 2 | 2  | 17:6  | 14   |
| 4.     | América      | 9    | 3 | 0 | 6  | 7:24  | 6    |
| 5.     | Auto Esporte | 9    | 2 | 1 | 6  | 14:14 | 5    |
| 6.     | Santos       | 10   | 0 | 0 | 10 | 1:34  | 0    |

|  | Winnaar, geplaatst voor finale |

### Kampioen
| Campeonato Paraibano de 1977  |
| Paraiba                       |
| ----------------------------- |
| BOTAFOGO Kampioen (18° titel) |